# Pallacanestro Ares Palermo 2006-2007

## 2006-07 (Rio Casamia Palermo B1)
| Num. | Naz.                 | Nome                                          |
| ---- | -------------------- | --------------------------------------------- |
| 4    | Italia (bandiera)    | Massimiliano Vito                             |
| 6    | Italia (bandiera)    | Marco Calò                                    |
| 7    | Italia (bandiera)    | Marco Evangelisti                             |
| 8    | Italia (bandiera)    | Gianni Trevisano                              |
| 9    | Italia (bandiera)    | Gabriele Cuccia                               |
| 10   | Italia (bandiera)    | Gianluca Sabatini                             |
| 11   | Italia (bandiera)    | Furio De Monaco                               |
| 14   | Italia (bandiera)    | Luca Ianes                                    |
| 15   | Italia (bandiera)    | Salvatore Alfonso                             |
| 19   | Italia (bandiera)    | Sandro Trevisan                               |
| 20   | Italia (bandiera)    | Ivano De Sanctis (arrivato a marzo)           |
| 13   | Italia (bandiera)    | Nicola Basanisi (ceduto durante la stagione)  |
| 18   | Argentina (bandiera) | Ezequiel Perazzo (ceduto durante la stagione) |
| 5    | Italia (bandiera)    | Gabriele Bergamini                            |
| 00   | Italia (bandiera)    | Gianmarco Viola                               |
|      | Italia (bandiera)    | Domenico Sorgentone                           |